# Preludes, Op. 32 (Rachmaninov)
De Treize Préludes pour Pianoforte (Russisch: Тринадцать прелюдий, Trinadtsat prelyudiy), opus 32, (1910) is de tweede serie van preludes die de Russische componist Sergej Rachmaninov (1873-1943) componeerde voor pianoforte.
Samen met de Tien preludes op. 23 worden alle 24 toonsoorten (majeur en mineur) gebruikt, met uitzondering van cis-mineur; die was door Rachmaninov al gebruikt voor de zo beroemde prelude in diens opus 3 (Morceaux de Fantaisie) uit 1892. De logica in de opbouw, zoals Chopin die hanteerde is hier echter ver te zoeken. De eerste prelude van opus 32 begint met een dramatische C-majeur, gevolgd door een vriendelijk, zacht Siciliaans ritme in bes mineur. De serie bereikt min of meer haar hoogtepunt bij de tiende prelude in b-mineur. De preludes kenmerken zich, zoals veel van Rachmaninovs pianowerken, door hun virtuoze karakter en de lyrische thema's, en passen zeer goed bij de stijl van de hoge romantiek in Rusland.
- Nr. 1 in C-majeur: Allegro vivace
- Nr. 2 in bes mineur: Allegretto
- Nr. 3 in E-majeur:Allegro vivace
- Nr. 4 in e-mineur: Allegro con brio
- Nr. 5 in G-majeur: Moderato
- Nr. 6 in f-mineur: Allegro appassionato
- Nr. 7 in F-majeur: Moderato
- Nr. 8 in a-mineur: Vivo
- Nr. 9 in A-majeur: Allegro moderato
- Nr. 10 in b-mineur: Lento
- Nr. 11 in B-majeur; Allegretto
- Nr. 12 in gis-mineur: Allegro
- Nr. 13 in Des majeur: Grave - Allegro

De preludes op. 32 werden en worden talloze malen uitgevoerd en opgenomen, vaak gecombineerd met opus 23. Van preludes nr. 3, 5, 6, 7 en 12 bestaan opnames waarin Rachmaninov zelf soleert.